# North Delhi (Distrikt)
Der Distrikt North Delhi (Hindi उत्तर दिल्ली जिला, englisch North Delhi district) ist ein Distrikt des Nationalen Hauptstadtterritoriums Delhi in Indien. Er ist Teil der eine einzige Agglomeration bildenden Megastadt Delhi. Der Distrikt wurde im Jahr 2012 gegründet.

## Geographie
Der Distrikt liegt im Norden des Hauptstadtterritoriums auf der orographisch rechten Seite des Yamuna. Er grenzt auf weiter Strecke an den benachbarten Bundesstaat Haryana, entlang des Yamuna zudem auch an den Bundesstaat Uttar Pradesh. Die Distriktfläche beläuft sich nach Angaben der Distriktverwaltung auf 291,66 km². Der Distrikt umfasst sowohl urbane, als auch ländliche Abschnitte. Physiogeographisch setzt er sich aus flachen Ebenen, die von Sanddünen und einer langen, durchgehenden Kette felsiger Bergrücken unterbrochen werden, zusammen.

## Geschichte

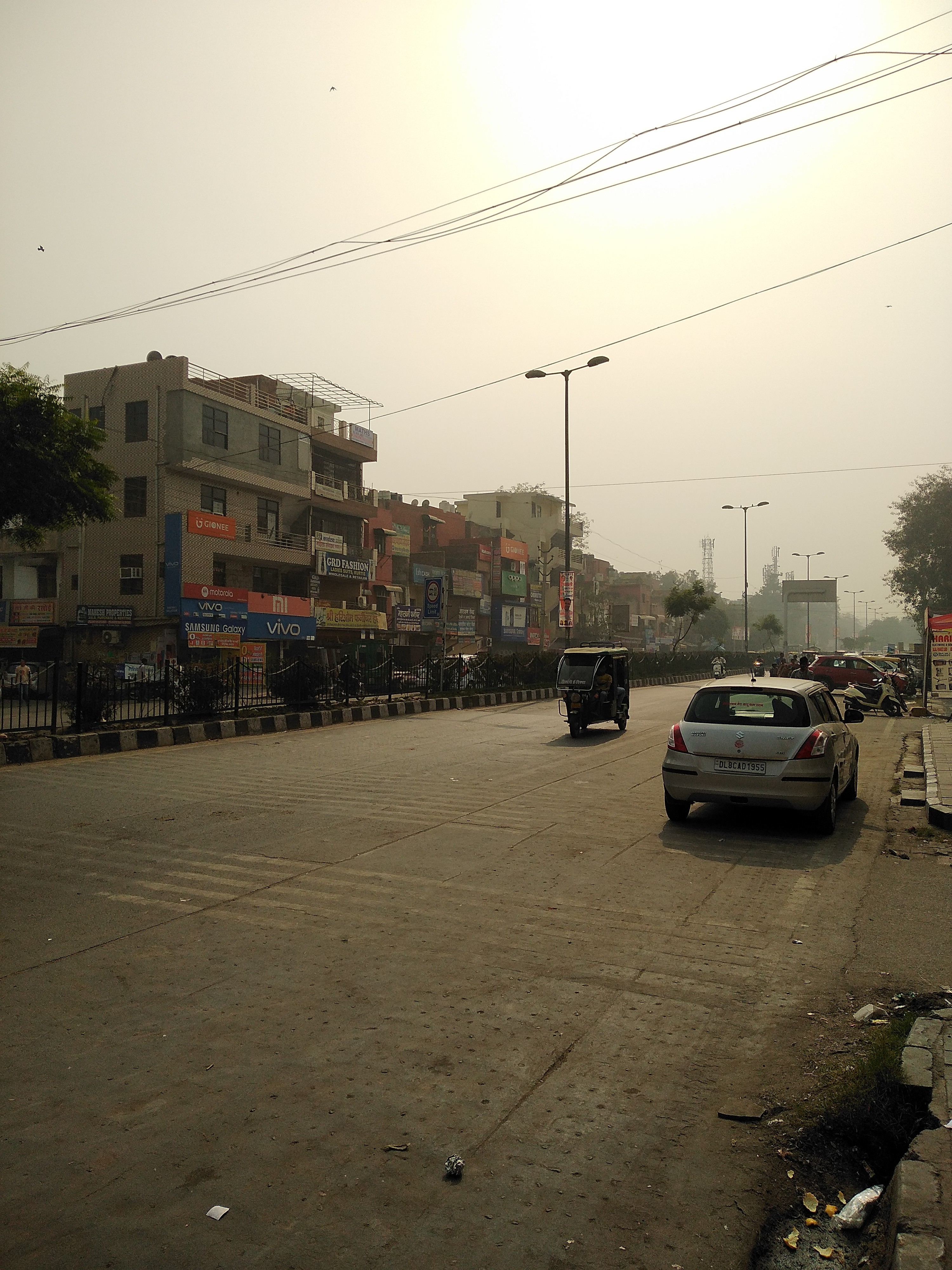
Straßenszene im Stadtteil Rohini

Der Distrikt North Delhi wurde bei der Reorganisation der Distrikte Delhis im Jahr 2012 gegründet. Er entstand aus der Teilung des vormaligen Distrikts North West Delhi (443 km² groß, rund 3,66 Millionen Einwohner bei der Volkszählung 2011) in die heute bestehenden Distrikte North West Delhi und North Delhi.

## Bevölkerung
Bei der Volkszählung 2011 hatte der spätere Distrikt 887.978 Einwohner (475.002 männlich, 412.976 weiblich). Die Alphabetisierungsrate lag mit 86,85 % deutlich über dem damaligen Mittelwert Indiens (74,04 %).

## Verwaltungsgliederung
Der Distrikt North Delhi ist wie die übrigen zehn Distrikte des Hauptstadtterritoriums in drei Tehsils (Subdistrikte) unterteilt, nämlich Alipur, Model Town und Narela.